# サヴェルダン
サヴェルダン （Saverdun、オック語:Sabardu）は、フランス、オクシタニー地域圏、アリエージュ県のコミューン。

## 地理
アリエージュ平野にあるサヴェルダンは、トゥールーズとアリエージュ川が流れるパミエの間にある。

## 交通
- 鉄道 - フランス国鉄サヴェルダン駅
- 道路 - A66

## 歴史
アルビジョワ十字軍が行われていた1212年、サヴェルダンはシモン4世・ド・モンフォールに占領された。

## 人口統計
| 1962年 | 1968年 | 1975年 | 1982年 | 1990年 | 1999年 | 2006年 | 2007年 |
| ------ | ------ | ------ | ------ | ------ | ------ | ------ | ------ |
| 3447   | 3916   | 3969   | 3639   | 3568   | 3589   | 4081   | 4481   |

参照元:1968年以降INSEE

## 教育
サヴェルダンには保育園、小学校、コレージュ、職業高等学校がそれぞれ1つずつある。

## 出身者
- ジャック・フルニエ - サヴェルダンのパン屋（または粉屋）の子として生まれる。1334年にローマ教皇となり、ベネディクトゥス12世を名乗った

## 姉妹都市
- ヴェルダン（現在はモントリオールと合併）、カナダ